# 乌藨子
乌藨子（学名： Hance）为蔷薇科悬钩子属，又名乌泡、乌泡子，为中国特有物种，分布于华东、华南，分布海拔在1000米以下，一般生于山林中的阴湿处、溪旁及山谷岩石上。果实球形，直径约4-6毫米，紫黑色，无毛。花期5-6月，果期7-8月。